# 中港照相

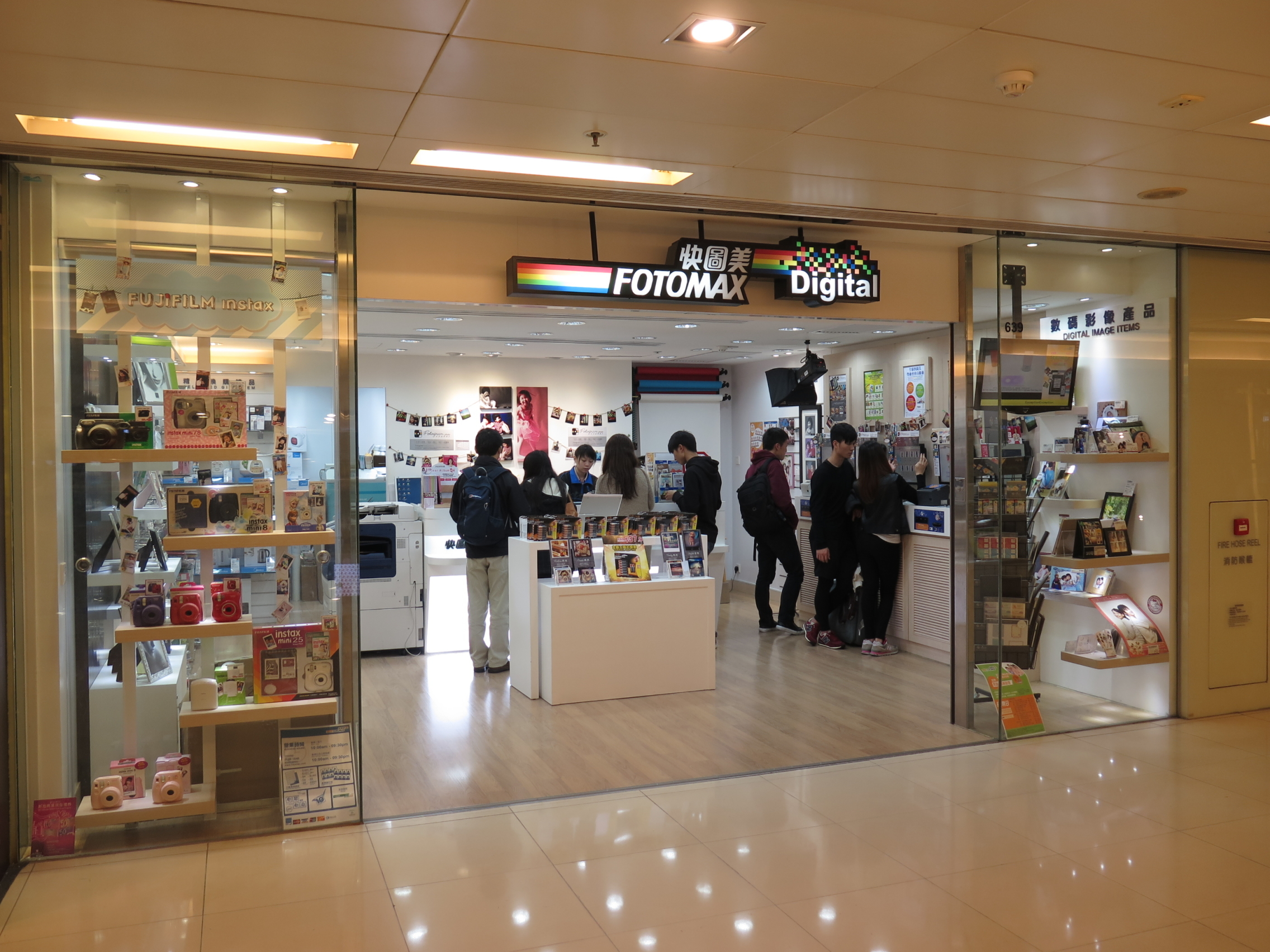
快圖美是自2001年起為中港照相旗下100%全資子公司

中港照相器材集團有限公司（港交所：1123）創辦於1968年，是富士攝影器材在香港及澳門的唯一認可經銷商，1980年起成為富士攝影器材在中國大陸的唯一認可經銷商。該公司在香港及中國大陸擁有庞大的分銷網絡，其獨家代理的FDI富士數碼雷射沖印系統及一系列數碼影像產品長期雄踞香港及中國大陸影像市場。1990年代末，中港照相成為快圖美最主要的沖印系統及物料供應商，並於2001年7月收購快圖美。
2001年7月，利豐零售宣佈以換股方式將快圖美股權轉讓給中港照相，即中港照相發行7,000萬股新股予利豐零售，每股作價1.25港元，較當日收市價溢價78.5%，市盈率為12倍。該批股份約佔中港照相已發行股本6.4%。
2010年9月，藉著富士菲林逐步轉型至美容產品零售行業，成立子公司富士生命科技產品有限公司，並取得產品代理權，在中環開設旗鑑店。

## 業務分類
- 產品銷售分類：從事推廣及經銷攝影、沖印及印刷產品，以及銷售照相商品、護膚產品、消費電子產品及家用電器；
- 服務分類：從事提供攝影及沖印產品的技術服務、專業影音顧問訂製、設計及安裝服務；
- 投資分類：包括投資物業；
- 企業及其他分類：企業收支項目及其他投資業務。

## 外部連結
- chinahkphoto.com.hk/（页面存档备份，存于）